# Annabelle Butterfly Dance
Annabelle Butterfly Dance é um filme mudo estadunidense de curta metragem em preto e branco, lançado em 1894, dirigido e produzido por William K.L. Dickson para o Edison Studios, de Thomas Edison. Foi estrelado pela atriz e dançarina Annabelle Moore. É um dos vários filmes de dança que Annabelle realizou para Dickson e Edison, como Annabelle Sun Dance (1894), Annabelle Serpentine Dance (1895), Annabelle in Flag Dance (1896), entre outros. Algumas cópias do filme foram coloridas à mão.

## Sinopse
Uma câmera estacionária mostra uma sorridente Annabelle dançando em um palco simples, com uma barreira baixa visível à sua esquerda. Suas mãos mantêm estendidas as bordas de sua saia larga, a qual ela move em figuras enquanto ela gira e gira. Em suas costas estão as asas, em sua cabeça uma tiara de asas de borboleta. O padrão na frente do vestido também sugere uma borboleta.

## Situação atual
Além de estar livremente disponível na Internet, por se encontrar em domínio público pela data em que foi feito, também há uma cópia disponível no Museu de Arte Moderna(MoMA), em Nova York.

## Elenco
- Annabelle Moore ... Ela mesma (performance solo)